# Non abbiamo bisogno
Non abbiamo bisogno est une encyclique promulguée par le pape Pie XI le 29 juin 1931. Contrairement à la tradition, cette encyclique n'est pas rédigée en latin, mais en italien. Le titre signifie « Nous n'avons pas besoin » et il est tiré de l’incipit du texte, comme le veut l'usage de l'Église catholique. 
Cette encyclique est une protestation contre le fascisme.

## Contexte historique
Pie XI exerce son pontificat de 1922 à 1939. Il doit faire face à la montée de l'autoritarisme en Europe durant son pontificat, qu'il dénonce à plusieurs reprises : en 1926 il condamne l’Action française et la persécution de l'Église catholique au Mexique (Iniquis afflictisque), en 1931 le fascisme (la présente encyclique) mais aussi Quadragesimo anno sur le communisme. À la suite de cette dernière encyclique, les Chemises noires s'en prennent à l’Action catholique italienne. En 1937, Pie XI dénonce le nazisme (Mit brennender Sorge) et la même année, une deuxième fois le communisme (encyclique Divini Redemptoris). Il prononce cette phrase devant un groupe de pèlerins belges : « Nous, chrétiens, sommes spirituellement des sémites ». Pie XI multiplie les accords avec les États pour préserver l'Église, y compris avec les régimes qu'il désapprouve ; il signe plus de quinze concordats ou modus vivendi, notamment avec le Portugal, la Tchécoslovaquie, l'Italie (accords du Latran, 1929) et le Reich allemand (1933).

## Contenu
Le texte forme un tout et n'est pas divisé en sections, contrairement aux autres encycliques.
L'encyclique condamne le fascisme, que Pie XI perçoit comme une « idolâtrie païenne de l'État », une « révolution qui détourne la jeunesse de l'Église et de Jésus-Christ, et inculque à ses jeunes la haine, la violence et l'irrespect ».

## L'Église et le fascisme
Après la mort de Pie XI, les relations entre l'Église et le fascisme donnent lieu à de nombreuses publications et débats. Certains voient en l'encyclique Non abbiamo bisogno une « incompatibilité du christianisme avec la statolâtrie païenne propre au fascisme mussolinien ».
« De ce fait et en raison de l'établissement d'un régime de dictature, l'action catholique italienne prend une importance toute particulière par rapport aux autres pays : seule organisation non fasciste à survivre, elle est le canal d'expression privilégié du Vatican en Italie : protégée par l'article 43 du concordat, le pape ne cesse de la défendre comme en témoigne l'encyclique Non abbiamo bisogno du 29 juin 1931 ».
Le paragraphe 50 de l'encyclique est ainsi rédigé : 

« Vous savez, Vénérables Frères, évêques d'Italie, par votre expérience pastorale, quelle grave, quelle funeste erreur c'est de croire et de faire croire que l'œuvre accomplie par l'Église dans l'Action catholique et par le moyen de l'Action catholique a été remplacée et rendue superflue par l'instruction religieuse dans les écoles et par la présence d'aumôniers dans les Associations de Jeunesse du parti [fasciste] et du régime. L'une et l'autre sont très certainement nécessaires ; sans elles, l'école et les Associations en question deviendraient inévitablement, et bien vite, par fatale nécessité logique et psychologique, des choses païennes. »